# Buckskin Jack, the Earl of Glenmore
Buckskin Jack, the Earl of Glenmore è un cortometraggio muto del 1911 diretto da J. Searle Dawley.

## Produzione
Il film fu prodotto dalla Edison Manufacturing Company.

## Distribuzione
Distribuito dalla General Film Company, il film - un cortometraggio in una bobina - uscì nelle sale cinematografiche statunitensi il 12 dicembre 1911.